# Coenonympha semibieli
Coenonympha semibieli är en fjärilsart som beskrevs av Ruggero Verity 1929. Coenonympha semibieli ingår i släktet Coenonympha och familjen praktfjärilar. Inga underarter finns listade i Catalogue of Life.